# Juliette Pétrie
Juliette Pétrie (geb. Juliette Vermeersch; * 18. Februar 1900 in Saint-Hyacinthe; † 13. März 1995 in Montreal) war eine kanadische Schauspielerin, Komikerin, Sängerin und Tänzerin.
Petrie gilt neben ihrem Mann Arthur Pétrie, Olivier Guimond und dessen Frau Effie Mac als Begründerin des burlesken Theaters in Québec. Sie debütierte 1921 kurz nach ihrer Heirat in der Schauspieltruppe ihres Mannes, den Poupées francaises und etablierte sich dort bald als Schauspielerin und Tänzerin. 1926 lernte sie Rose Ouellette kennen, mit der sie bis in die 1950er Jahre erfolgreich als eines der wenigen weiblichen Komikerduos zusammenarbeitete. Daneben wurde sie auch als Film- und Fernsehschauspielerin (u. a. in den Serien La pension Velder, 1957–61; Symphorien, 1970–77; Grand-papa, 1976–79) bekannt. 1991 wurde sie mit dem Prix Victor des Festival Juste pour Rire ausgezeichnet.

## Filmographie
- Le p’tit vient vite (Regie: Louis-Georges Carrier), 1972
- Le soleil se lève en retard (Regie: André Brassard), 1977
- Le grand jour (Regie: Jean-Yves Laforce), 1988
- L’humeur à l’humour  (Dokumentarfilm, Regie: Nicole Giguère und Michèle Péruss), 1989